# Великий иберийский восток
Великий иберийский восток — масонское либеральное послушание, которое действует как на территории Испании, так и в Португалии, Франции, и практикует Современный французский устав. Дата создания послушания — 2001 год. Послушание взяло себе название масонской организации, существовавшей в XIX веке и затем интегрировавшейся в Великий испанский восток, который в свою очередь в 2001 году вошёл в состав Великой ложи Испании.

## История
Великий иберийский восток был основан в 1876 году на базе лож, вышедших из Национального великого востока Испании. В 1893 году он интегрировался в Национальный великий восток Испании, новая организация получила названия Великий испанский восток. Современный Великий иберийский восток считает себя духовным наследником либеральных принципов, которые были источником вдохновения масонов как предшествующего Великого иберийского востока, так и Великого испанского востока.
Послушание работает в соответствии с либеральными принципами, провозглашенными Великим востоком Бельгии в 1872 году и Великим востоком Франции в 1877 году. Таким образом, на работах необязательно используется только Библия, но могут использоваться Конституции Андерсона, Белая книга, Декларация прав человека и гражданина (1789 год), Всеобщая декларация прав человека (1948 год). Кроме того, работы могут вестись не только «Во Славу Великого Архитектора Вселенной», но и «Во имя прогресса и гуманизма». Будучи либеральным послушанием, Великий иберийский восток принял в качестве девиза известный лозунг французских масонов XIX века «Свобода, равенство, братство».
Ложи Великого иберийского востока практикуют Французский устав со всеми последними изменениями. Ритуалы соответствуют тем, которые были установлены в рамках реформ Луи Амабля в 1866 году и Артура Грусье в 1938 году. Одна из лож также работает по «Управителю масона» 1801 года.
Ложи Великого иберийского востока работают в трёх первых градусах Французского устава: Ученик, Подмастерье, Мастер, а также в дополнительных степенях Французского устава, которые называются «Ордена мудрости». Степени в Орденах мудрости присваивает Великий всеобщий капитул Французского устава в Испании — Верховный совет Французского устава в Испании, имеющий признание Верховного совета Французского устава Бразилии, старейшей масонской организации в мире, беспрерывно практикующей работы в градусах «Орденов мудрости».
Великий всеобщий капитул Французского устава в Испании — смешанная масонская организация, которая насчитывает 6 суверенных капитулов: капитул «Герион» в А-Корунье, «Единство» в Мадриде, «Феррер и Гуардия» в Барселоне, «Диас и Перес» в Бадахосе, «Равенство» в Лиссабоне и «M.A.S.» в Париже.
На сегодняшний день Великий иберийский восток — либеральное, адогматическое, смешанное послушание. Под его юрисдикцией находятся 14 лож, среди которых есть мужские, женские и смешанные ложи.
Послушание имеет патент на работы от Великого востока Бельгии и договоры о дружбе с Великим востоком Португалии, Великим латино-американским востоком, Великим востоком США, Великой ложей Марокко и др. С 2012 года член CLIPSAS.